# Lucas Mangope
Kgosi Lucas Manyane Mangope, né le 27 décembre 1923 à Motswedi et mort le 18 janvier 2018 dans la même ville, est un homme politique sud-africain, ancien président du bantoustan indépendant du Bophuthatswana de 1977 à 1994 et sénateur.

## Biographie
Lucas Manyane Mangope est professeur de lycée jusqu'en 1959, date à laquelle il succède à son père à la tête de la tribu des Motsweda Ba hurutshe-Boo-Manyane.
Le 1er mai 1971, Mangope devient ministre en chef du Tswanaland, futur Bophutatswana, quand ce bantoustan est doté d'un conseil de gouvernement autonome. Aux élections législatives du 4 octobre 1972, il est élu député du Parti national du Bophuthatswana, dont il est le chef. À la suite de dissensions internes, il quitte le Parti national et fonde le Parti démocratique du Bophuthatswana qui devient rapidement la première formation politique du bantoustan. Il est élu président en 1977 alors que le Bophuthatswana devient officiellement indépendant. 
À partir de 1990, il s'oppose à la réintégration annoncée du Bophuthatswana dans l'Afrique du Sud et rejoint l'Alliance des libertés au côté du Parti Inkatha de la liberté et du Parti conservateur d'Afrique du Sud. En mars 1994, son gouvernement est renversé par une révolte populaire et Mangope destitué. En 1998, il est condamné pour fraudes électorales. 
En 1997, il fonde le Parti chrétien-démocrate unifié qui obtient trois sièges de député à l'Assemblée nationale lors des élections générales de 1999. Il est exclu de son parti en 2011.